# Крофордвілл (Джорджія)
Крофордвілл (англ. Crawfordville) — місто (англ. city) в США, в окрузі Таліяферро штату Джорджія. Населення — 479 осіб (2020).

## Географія
Крофордвілл розташований за координатами 33°33′17″ пн. ш. 82°53′48″ зх. д. / 33.55472° пн. ш. 82.89667° зх. д. (33.554641, -82.896695).  За даними Бюро перепису населення США в 2010 році місто мало площу 8,12 км², з яких 8,07 км² — суходіл та 0,05 км² — водойми.

## Демографія
Згідно з переписом 2010 року, у місті мешкали 534 особи в 241 домогосподарстві у складі 150 родин. Густота населення становила 66 осіб/км².  Було 303 помешкання (37/км²).
Расовий склад населення:
| - 59,7 % — чорних або афроамериканців - 37,5 % — білих - 0,7 % — азіатів - 0,2 % — корінних американців |

До двох чи більше рас належало 1,9 %. Частка іспаномовних становила 1,5 % від усіх жителів.
За віковим діапазоном населення розподілялося таким чином: 21,3 % — особи молодші 18 років, 59,0 % — особи у віці 18—64 років, 19,7 % — особи у віці 65 років та старші. Медіана віку мешканця становила 45,7 року. На 100 осіб жіночої статі у місті припадало 80,4 чоловіків;  на 100 жінок у віці від 18 років та старших — 75,7 чоловіків також старших 18 років.
Середній дохід на одне домашнє господарство  становив 34 243 долари США (медіана — 27 279), а середній дохід на одну сім'ю — 45 129 доларів (медіана — 34 750). Медіана доходів становила 29 250 доларів для чоловіків та 18 438 доларів для жінок. За межею бідності перебувало 36,6 % осіб, у тому числі 62,0 % дітей у віці до 18 років та 21,6 % осіб у віці 65 років та старших.
Цивільне працевлаштоване населення становило 226 осіб. Основні галузі зайнятості: освіта, охорона здоров'я та соціальна допомога — 25,7 %, виробництво — 19,5 %, публічна адміністрація — 15,0 %.